# Динамическое рассеяние света

Гипотетическое Динамическое рассеяние света в двух вариантах: частицы большего размера вверху, меньшего — внизу

Динамическое рассеяние света (англ. dynamic light scattering) — представляет собой совокупность таких явлений как изменение частоты (Доплеровский сдвиг), интенсивности и направления движения света прошедшего через среду движущихся (Броуновских) частиц.
Чаще понятие «Динамическое рассеяние света» можно встретить при упоминании о «методе динамического рассеяния света» как о способе измерения размеров частиц и об инструментальных средствах, которые в своей конструкции и алгоритмах обработки сигнала реализуют этот метод.

## Метод лазерной корреляционной спектроскопии
Динамическое рассеяние света используется в лазерной корреляционной спектроскопии для определения размеров частиц в суспензии. Размеры измеряемых частиц должны быть такого же порядка, что и длина волны рассеиваемого света. При прохождении пучка света через суспензию происходит его упругое (рэлеевское) рассеяние. В случае ДРС используют лазерное излучение, которое является когерентным и монохроматическим. Измеряемой величиной служит т. н. автокорреляционная функция (АКФ), определяемой по временному изменению интенсивности рассеиваемого излучения:
{\displaystyle G(t_{d})={1 \over N}\sum _{i}{I(t_{i})I(t_{i}-t_{d})}=\langle I(t)I(t-t_{d})\rangle },
где {\displaystyle G(t_{d})} — автокорреляционная функция, N- число измерений, выполняемых в момент времени {\displaystyle t_{i}},
{\displaystyle I(t_{i}-t_{d})}- интенсивность рассеивания света после определённого периода времени задержки {\displaystyle t_{d}}.